# Stuart J. Byrne
 Stuart J. Byrne  (n. 26 octombrie 1913, Saint Paul, Minnesota, SUA – d. 23 septembrie 2011, Ojai⁠(d), California, SUA) a fost un scriitor american de science fiction și fantasy. A scris sub pseudonime ca Rothayne Amare, John Bloodstone, Howard Dare sau Marx Kaye.

## Lucrări scrise

### Romane
- Starman (1969)
- Godman (1970) (ca John Bloodstone)
- Thundar (1971) (ca John Bloodstone),
- The Alpha Trap (1976)
- The Visitation (1977) (ca Rothayne Amare)
- Star Quest (2006)
- Last Days of Thronas (ca John Bloodstone)
- The Naked Goddess, Other Worlds, 1952
- Land Beyond the Lens (ca John Bloodstone),   1952
- The Golden Gods (ca John Bloodstone),   1952
- Return of Michael Flannigan (ca John Bloodstone),  1952
- Prometheus II  1948
- The Golden Guardsmen, Other Worlds,  1952 (sequel al Prometheus II)
- Power Metal, Other Worlds,  1953

### Povestiri
- Music of the Spheres, Amazing Stories, august, 1935
- Colossus I, Other Worlds, mai  1950
- Colossus II, Other Worlds, iulie 1950
- Colossus III, Other Worlds, septembrie, 1950
- Beyond the Darkness, Other Worlds, iulie 1951
- Matter of Perspective, Other Worlds, octombrie 1951
- Gsrthnxrpqrpf, Other Worlds, martie 1952
- The Ultimate Death (de Howard Dare), Other Worlds, iulie 1952
- Lady of Flame, Authentic Science Fiction Monthly, #30, februarie 1953
- Children of the Chronotron, Imagination, decembrie 1952
- The Bridge, Science Stories, decembrie 1953
- Potential Zero (de John Bloodstone), Science Stories, decembrie 1953
- Beware the Star Gods, Imagination, iunie 1954
- The Metamorphs, Other Worlds, ianuarie 1957
- Spaceship Named Desire, Other Worlds, iulie 1957
- Test Flight to Eden (Part 1 of 2), de Stuart J. Byrne și Clark Darlton, în Perry Rhodan #68: Stars of Druufon, 1975
- Test Flight to Eden (Part 2 of 2), de Clark Darlton și Stuart J. Byrne, în Perry Rhodan #69: The Bonds of Eternity, aprilie 1975
- Star Man 1: Supermen of Alpha, Perry Rhodan #137: The Phantom Horde / Star Man 1-5, Master Publications, 1979
- Star Man 2: Time Window, Perry Rhodan #137: The Phantom Horde / Star Man 1-5, Master Publications, 1979
- Star Man 3: Interstellar Mutineers, Perry Rhodan #137: The Phantom Horde / Star Man 1-5, Master Publications, 1979
- Star Man 4: The Cosmium Raiders, Perry Rhodan #137: The Phantom Horde / Star Man 1-5, Master Publications, 1979
- Star Man 5: The World Changer, Perry Rhodan #137: The Phantom Horde / Star Man 1-5, Master Publications, 1979
- Star Man 6: Slaves of Venus, Star Man 6-11, Master Publications, data publicării necunoscută.
- Star Man 7: Lost in the Milky Way, Star Man 6-11, Master Publications, data publicării necunoscută.
- Star Man 8: Time Trap, Star Man 6-11, Master Publications, data publicării necunoscută.
- Star Man 9: The Centurian, Star Man 6-11, Master Publications, data publicării necunoscută.
- Star Man 10: The Emperor, Star Man 6-11, Master Publications, data publicării necunoscută.
- Star Man 11: The Return of Star Man, Star Man 6-11, Master Publications, data publicării necunoscută.
- Star Man 12: The Second Empire, doar ebook
- Star Man 13: The Summit Conference, doar ebook